# Lars Ranthe

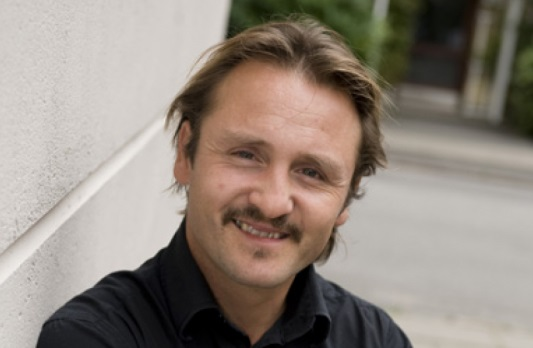
Lars Ranthe, 2012

Lars Ranthe (* 26. August 1969 in Vesterbro, Kopenhagen) ist ein dänischer Schauspieler. 

## Biografie
Lars Ranthe ist der Sohn des Schriftsetzers Per Ranthe und der Porzellanmalerin Jytte Ranthe. Er wuchs in Vesterbro und Amager auf. Nach seinem Schulabschluss lebte er fünf Jahre in den französischen Alpen, bevor er sich bis 1998 am Odense Teater zum Schauspieler ausbilden ließ. Sein Theaterdebüt gab er schließlich 1999 in dem kleinen Stück Mor og barn am Rialto Teatret. In den folgenden Jahren spielte er vermehrt am Theater und war in kleineren Rollen in Fernseh- und Filmproduktionen wie Okay, Dänische Delikatessen und Adams Äpfel zu sehen. Seinen großen Durchbruch hatte er 2008 mit seiner Darstellung der Hauptfigur Jakob Sommer in der Fernsehserie Sommer. Für seine Darstellung des Schauspielers Kjeld Petersen in der Filmbiografie Dirch wurde Ranthe 2012 sowohl mit einem Robert als Bester Nebendarsteller als auch mit einem Bodil als Bester Nebendarsteller ausgezeichnet.
Weiterhin ist Ranthe in Animationsfilmen als dänischer Synchronsprecher tätig.
Ranthe ist mit der Schauspielerin Christine Albeck Børge, mit der er zwei gemeinsame Töchter hat, verheiratet.

## Filmografie (Auswahl)
- 2000: Die Bank (Bænken)
- 2002: Kleine Mißgeschicke (Små ulykker)
- 2002: Okay
- 2003: Alt, neu, geliehen & blau (Se til venstre, der er en svensker)
- 2003: Dänische Delikatessen (De grønne slagtere)
- 2004: Brothers – Zwischen Brüdern (Brødre)
- 2004: In deinen Händen (Forbrydelser)
- 2005: Adams Äpfel (Adams æbler)
- 2005: Fluerne på væggen
- 2006: Das Genie und der Wahnsinn (Sprængfarlig bombe)
- 2008: Sommer (Fernsehserie, 20 Folgen)
- 2009: Der Pakt (Pagten, Fernsehserie, 18 Folgen)
- 2011: Dirch
- 2011: Orla Frøsnapper (Animationsfilm, dänischer Sprecher als Linedanser)
- 2012: Die Jagd (Jagten)
- 2013: Dicte (Fernsehserie)
- 2013: Die Olsenbande auf hoher See (Olsen Banden på dybt vand, Animationsfilm, dänischer Sprecher als Dynamit-Harry)
- 2016: Die Kommune (Kollektivet)
- 2016: Der Tag wird kommen (Der kommer en dag)
- 2017: Die Wege des Herrn (Herrens veje, Fernsehserie, 5 Folgen)
- 2018: Die Brücke – Transit in den Tod (Fernsehserie, 8 Folgen)
- 2018: Greyzone – No Way Out (Gråzon, Fernsehserie, 10 Folgen)
- 2018: Small Town Criminals – Vollzeiteltern, Teilzeitgauner (Friheden, Fernsehserie)
- 2018: Krieger (Kriger, Serie, 6 Folgen Netflix)
- 2020: Der Rausch (Druk)
- 2021: Der Kastanienmann (Kastanjemanden, Fernsehserie)
- 2022: Liebe für Erwachsene (Kærlighed for voksne)
- 2025: Das Reservat (Fernsehserie, 6 Folgen)